# West Duchovny
Madelaine West Duchovny, née le 24 avril 1999 à Los Angeles (Californie), est une actrice américaine. 

## Biographie
Elle est la fille des acteurs David Duchovny et Téa Leoni. Elle a un frère cadet nommé Kyd Miller,.

## Carrière
En 2023, elle tient l'un des rôles principaux de la série télévisée Saint X diffusée sur Hulu et adaptée du roman éponyme d'Alexis Schaitkin, publié en 2020. Elle y incarne Alison, une charismatique étudiante qui disparaît mystérieusement lors de vacances avec sa famille aisée dans une station balnéaire des Caraïbes.

## Filmographie

### Cinéma
- 2019 : The Report de Scott Z. Burns : la stagiaire de Feinstein
- 2021 : A Mouthful of Air (en) d'Amy Koppelman : Cream
- 2022 : Linoleum de Colin West : Darcy

### Télévision

#### Séries télévisées
- 2018 : X-Files : Aux frontières du réel : Maddy
- 2019 : The Magicians : Whitley (3 épisodes)
- 2023 : Saint X : Alison (7 épisodes)
- 2023 : Painkiller : Shannon Schaeffer (6 épisodes)

#### Téléfilms
- 2020 : Vegas High : Paige